# Carteriospongia contorta
Carteriospongia contorta är en svampdjursart som beskrevs av Bergquist, Ayling och Wilkinson 1988. Carteriospongia contorta ingår i släktet Carteriospongia och familjen Thorectidae.
Artens utbredningsområde är havet kring Australien. Inga underarter finns listade i Catalogue of Life.